# Матч за звання чемпіона світу із шахів 1891
40°42′ пн. ш. 74°00′ зх. д. / 40.7° пн. ш. 74° зх. д.
Третій матч за звання чемпіона світу з шахів проходив у Нью-Йорку з 9 грудня 1890 по 22 січня 1891 року. Чинний чемпіон світу Вільям Стейніц з рахунком 10½ — 8½ переміг претендента Ісидора Ґунсберґа і зберіг титул.

## Результати
Матч складався з двадцяти ігор; перший гравець, що набирав 10½ або вигравав десять партій, вигравав чемпіонат. У випадку нічиєї 10-10 гравці мали продовжувати, поки хтось не виграє десять ігор. Якщо це доходило до нічиєї з дев'яти ігор, Стейніц зберігав би титул.
|                                   | 1 | 2 | 3 | 4 | 5 | 6 | 7 | 8 | 9 | 10 | 11 | 12 | 13 | 14 | 15 | 16 | 17 | 18 | 19 | Очки | Перемоги |
| --------------------------------- | - | - | - | - | - | - | - | - | - | -- | -- | -- | -- | -- | -- | -- | -- | -- | -- | ---- | -------- |
| Вільям Стейніц (Сполучені Штати)  | ½ | 1 | ½ | 0 | 0 | 1 | 1 | ½ | ½ | 1  | ½  | 0  | 1  | ½  | ½  | 0  | ½  | 1  | ½  | 10½  | 6        |
| Ісидор Ґунсберґ (Австро-Угорщина) | ½ | 0 | ½ | 1 | 1 | 0 | 0 | ½ | ½ | 0  | ½  | 1  | 0  | ½  | ½  | 1  | ½  | 0  | ½  | 8½   | 4        |